# Sycophila mukerjeei
Sycophila mukerjeei är en stekelart som beskrevs av T.C. Narendran 1994. Sycophila mukerjeei ingår i släktet Sycophila och familjen kragglanssteklar. Inga underarter finns listade i Catalogue of Life.